# 林啸鹟
林啸鹟（学名：Hylocitrea bonensis），是林啸鹟科林啸鹟属的一种，为印度尼西亚的特有种。该物种的保护状况被评为无危。
林啸鹟的栖息地为亚热带或热带的湿润山地林。